# هوارد أ. تشين
هوارد أ. تشين (بالإنجليزية: Howard A. Chinn) هو مهندس الصوت أمريكي، (ولد في نيويورك في الولايات المتحدة 1906  م).